# Mount Tararua
Mount Tararua är ett berg i Antarktis. Det ligger i Östantarktis. Nya Zeeland gör anspråk på området. Toppen på Mount Tararua är 2 508 meter över havet.
Terrängen runt Mount Tararua är kuperad åt sydost, men åt nordväst är den platt. Trakten är obefolkad. Det finns inga samhällen i närheten.